# ألوديت
الألوديت (Alluaudite) هو معدن المنغنيز والحديد والفوسفات، متواجد بكثرة، بهذه الصيغة (Na,Ca)Mn2+(Fe3+,Mn2+,Fe2+,Mg)2(PO4)3, وأصله (ميتاسوماتي) (تغير الصخور بعد جريان سائل حار عليها), له علاقة بيغماتيت الصواني .